# در الان

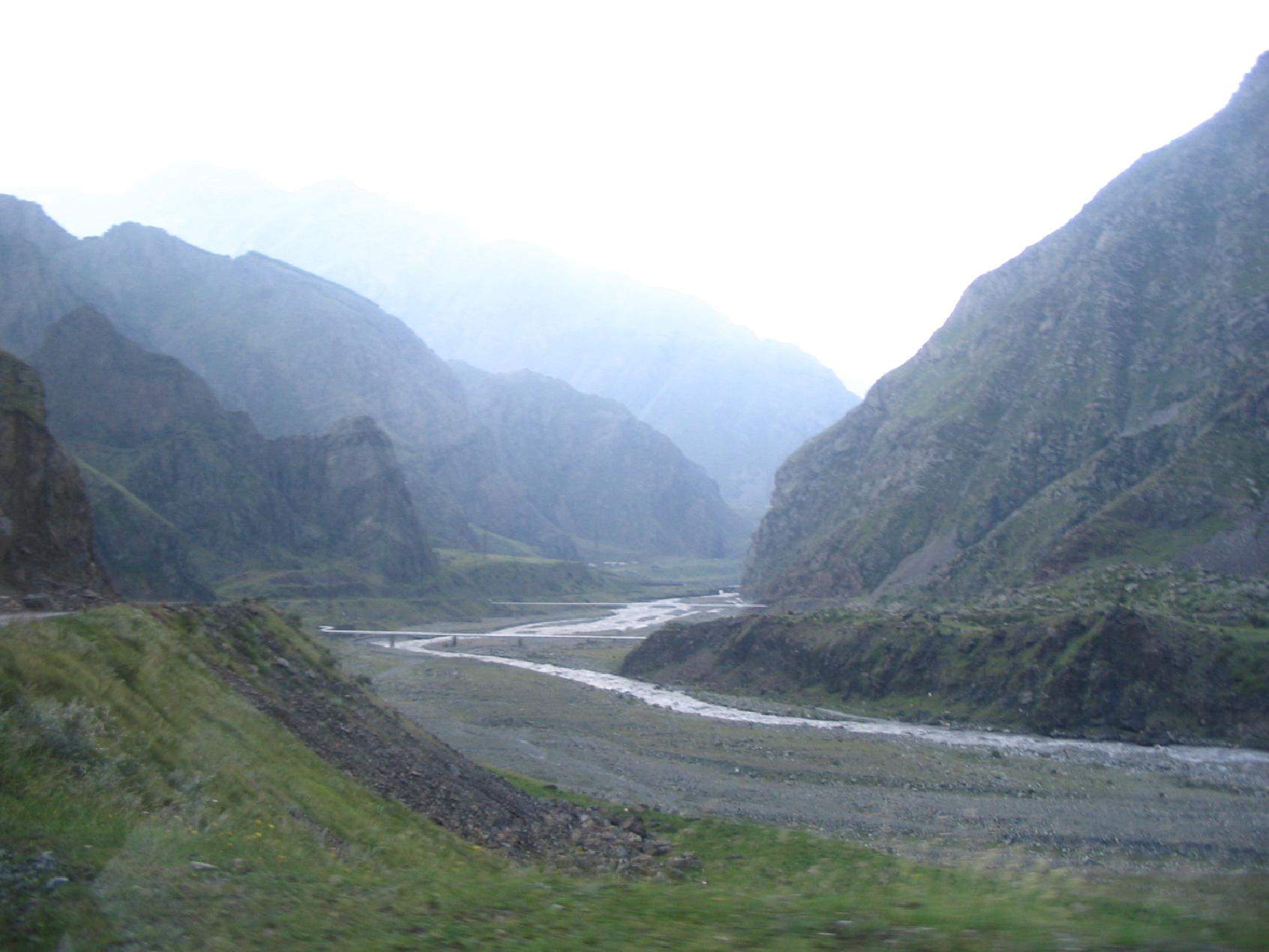
دید شمالی تنگه در الان، اوستیای شمالی، ۸ کیلومتری مرز روسیه.

درِ اَلان که در زبان‌های گوناگون دریال نامیده می‌شود تنگه‌ای است در قفقاز در مرز روسیه و گرجستان.
در الان در مرکز رشته‌کوه‌های قفقاز و در شمال تفلیس جای دارد. این تنگه که در آثار کلاسیک غربی به «دروازهٔ کاسپی» معروف است در شرق کوه کازبک و در جنوب شهر ولادی‌کاوکاز واقع شده و رود تـِـرِک از میان آن می‌گذرد.
تنگه درالان نیزاحتمال داده شده که همان سدی که ذوالقرنین در برابر قوم یاجوج و ماجوج ساخت در این مکان بوده است.
درِ الان در سنگ‌نبشته شاپور یکم (که فقط بخش پارتی آن خواناست) با حروف «ترعا الانن» و در کتیبهٔ کرتیر «ببا الان» کنده شده‌است. دو لفظ آرامی «ترعا» و «ببا» به معنی دروازه است و در هزوارش پهلوی «در» خوانده می‌شود.
در الان در زبان آسی Дайраны ком (داریانی کُم)، در روسی Дарьяльское ущелье (دایرالسکوئه اوشِله) و در گرجی დარიალის ხეობა (داریه‌لیس خِئوبا) نامیده می‌شود.
نام دریال دگرگون‌شده همان نام فارسی این محل یعنی «دَرِ الان» است. که معنای آن «دروازه الان‌ها» است.
الان‌ها قومی ایرانی‌تبار بودند که در بخش‌هایی از قفقاز و شمال قفقاز زندگی می‌کردند.
به صورت تاریخی این تنگه تنها راه زمینی قفقاز بوده‌است؛ و بسیار مستحکم بوده‌است و در ساخت ان بیش از ۴۶۳سال قبل از میلاد مسیح در ساخت ان از مس و آهن استفاد شد. بقایای دیوارهای تاریخی در آن هنوز قابل مشاهده است. پیش از ساخت جادهٔ نظامی قفقاز در سدهٔ نوزدهم، این گذرگاه به سخت‌گذر بودن شهره بود و سپاهیان را دمی از بیم شبیخون دشمن در کمین نشسته، آسوده نمی‌گذاشت. از این گذشته استحکاماتی که در هر دو جانب تنگهٔ در الان ساخته شده بود، کار عبور را دشوارتر می‌کرد.

## پیشینه
قباد یکم، شاهنشاه ایران در آران چندین شهر ساخت و سدی آجری نیز میان شیروان و دروازه الان‌ها (در الان) برپا کرد. پسر او خسرو انوشیروان، هر دو شهر راهبردی منطقه یعنی دربند و دژ در الان را بنا کرد تا امنیت راه‌های منطقه را تأمین کند.
در شاهنامه فردوسی در مورد بازسازی این منطقه از سوی خسرو انوشیروان آمده‌است:
| ز دریا به راه الانان کشید |  | یکی مرز، ویران و بیکار دید |
| به آزادگان گفت ننگست این  |  | که ویران بود بوم ایران‌زمین |

و در ادامه شعر آمده‌است:
| بفرمود تا هرچه ویران شدست |  | کنام پلنگان و شیران شدست  |
| یکی شارستانی برآرند زود   |  | بدو اندرون جای کشت و درود |